# 大英能源
大英能源（英語：Great British Energy）是英國的公營潔淨能源生產商及投資機構。按照英國政府的指引，該機構將專注於可再生能源的投資，亦會負責擁有、管理及營運相關項目，以促進英國實現能源轉型、鞏固能源安全，並創造就業機會。
大英能源的總部設於蘇格蘭的鴨巴甸。雖然大英能源並不會直接向用戶銷售電力，但預計會於2030年前為英國生產8千兆瓦的電力，約佔全國未來預計需求量的12%。

## 沿革
早於2021年9月，時任工黨籍影子財政大臣李韻晴表示，工黨承諾一旦執政，每年投放28億鎊於「綠色轉型」項目，包括發展海上風力發電設施，但當時仍未公佈具體的能源投資的方式。該黨的黨員代表曾經通過涉及能源業國有化的政綱決議，而影子商業能源及工業策略大臣文立彬亦不排除採納相關方向。然而，工黨黨魁施紀賢則強調，日後的工黨政府不會推行國有化政策。
2022年9月，時任工黨黨魁施紀賢在工黨大會上宣布，該黨計畫於執政首年設立國營的「大英能源」；他表示目前多間發電廠皆由外國國企持有，認為英國有需要「掌握潔淨能源所帶來的機會」。
在2024年大選期間，工黨提出要於2030年將英國打造成「潔淨能源大國」，並承諾協助能源行業達成零碳排放的目標。對此，該黨建議撥款83億英鎊予成立國營的「大英能源」，以大力投資綠色能源技術。工黨黨魁施紀賢表示，該能源公司將會降低電費，協助英國長遠減少對外國電力的依賴。
2024年7月5日，工黨在大選中勝出並成為新任執政黨。新任能源安全及淨零大臣文立彬上任當日向屬下公務員發表聲明，強調成立「大英能源」將會是其任內的優先事項。
同年7月17日，英皇查理斯三世發表的英皇致辭提及，施紀賢政府會於來年向國會提交《大英能源法令草案》，落實大英能源的法定權力及地位。法案在2025年5月15日正式獲國會兩院通過，並同日獲御准成為《2025年大英能源法令》。按照法令第1條，能源安全及淨零大臣文立彬在5月21日將已經成立的大英能源集團有限公司指定為法定的「大英能源」。

## 職能

### 潔淨能源投資
大英能源集中投資風能、太陽能、核能等潔淨能源技術，包括尚未普及的碳捕集和潮汐能技術。該公司會擁有及管理相關項目，務求以「公營運作」模式將公共效益最大化。
政府只會於成立初期撥出8.3億鎊作首期資金，而該公司會及後與其他市場持分者進行協商，尋求為綠色能源市場奠定信心基礎，降低投資風險並吸引更多私人投資項目。此外，大英能源亦會與不同公營機構合作，例如國家財富基金及皇家財產局。

### 能源科技發展
2024年7月18日，英國政府宣佈大英能源將會與皇家財產局合作，利用後者所擁有的海岸地帶，推動在英格蘭及威爾斯建造離岸風力發電場，預計能產生高達3千萬千瓦的電力供應。
政府亦計畫讓大英能源於所有構成國及英格蘭區域推動不同項目，並會負責進行環境評估及土地開發工作；私營機構則會主力興建發電設施。

### 地方發電項目
大英能源將會與各個地方政府合作推動小型發電項目，包括推動公私營合作及提供技術、商業和規劃上的支援，為社區提供可負擔的潔淨能源供應。

## 反應
保守黨藉影子能源安全及淨零大臣郭嘉兒認為，政府的計畫並無列明任何具體措施或財政估計，足以證明該公司可以降低電費或吸引投資。她認為如果大英能源集中投資於小型地方項目或「不吸引」的範疇，回報率只會偏向低迷。
自由民主黨籍下議院能源安全及淨零專責委員會委員賀候絲擔心，大英能源的投資或許會導致擠出效應，即政府擴大能源投資會壓低私人能源企業的投資金額。
蘇民黨籍蘇格蘭副首席部長凱特·霍寶思認為大英能源將耗用蘇格蘭的能源資產以支持英格蘭的核能發展，並批評相關計畫預計會令當地10萬個煤氣和石油從業員失業。

## 資料來源
1. ↑  . GOV.UK.   [2024-09-08]. （原始内容存档于2025-04-02） （英语）.
2. ↑  . BBC News. 2024-09-03  [2024-09-09]. （原始内容存档于2025-03-03） （英国英语）.
3. ↑  Braeger, Emily. . inews.co.uk. 2024-07-25  [2024-09-09]. （原始内容存档于2025-01-14） （英语）.
4. ↑  Reeves, Rachel. . LabourList. 2021-09-27  [2024-09-15]. （原始内容存档于2024-09-15） （英国英语）.
5. ↑  Elgot, Jessica; correspondent, Jessica Elgot Chief political. . The Guardian. 2021-09-27  [2024-09-15]. ISSN 0261-3077 （英国英语）.
6. ↑  Stewart, Heather; editor, Heather Stewart Political. . The Guardian. 2021-09-26  [2024-09-15]. ISSN 0261-3077 （英国英语）.
7. ↑  Elgot, Jessica; editor, Jessica Elgot Deputy political. . The Guardian. 2022-09-27  [2024-09-12]. ISSN 0261-3077 （英国英语）.
8. ↑   (PDF). 英國工黨. 2024-03  [2024-09-12]. （原始内容存档 (PDF)于2025-03-14） （英国英语）.
9. ↑  . The Labour Party.   [2024-09-08]. （原始内容存档于2025-04-02） （英国英语）.
10. ↑  . POLITICO. 2024-05-29  [2024-09-08]. （原始内容存档于2025-03-03） （英国英语）.
11. ↑  . GOV.UK.   [2024-09-08]. （原始内容存档于2025-03-02） （英语）.
12. ↑  . Pinsent Masons. 2024-06-09  [2024-09-08]. （原始内容存档于2025-02-08） （英国英语）.
13. ↑  Gibbs, Jamie. . Energy Saving Trust. 2024-07-05  [2024-09-08]. （原始内容存档于2025-01-16） （英国英语）.
14. ↑  . Prospect.   [2024-09-09]. （原始内容存档于2024-09-09） （英语）.
15. ↑  . TheyWorkForYou.   [2024-09-09]. （原始内容存档于2025-01-21） （英语）.
16. ↑  . Crown Estate. 2024-07-25  [2024-09-09]. （原始内容存档于2025-02-08） （英国英语）.
17. ↑  Markosyan, Martina. . Renewables Now. 2024-07-25  [2024-09-09]. （原始内容存档于2025-01-21） （英国英语）.
18. ↑   (PDF). Scottish Government.   [2024-09-09]. （原始内容存档 (PDF)于2024-09-09） （英国英语）.
19. ↑  . Gravis. 2024-07-26  [2024-09-09]. （原始内容存档于2025-01-21） （英语）.
20. ↑  . communityenergyengland.org.   [2024-09-09]. （原始内容存档于2025-01-18）.
21. ↑  . 英國國會. 753. 2024-09-05  [2024-09-12]. （原始内容存档于2024-10-15） （英国英语）.
22. ↑  Frank-Keyes, Jessica. . CityAM. 2024-09-06  [2024-09-12]. （原始内容存档于2024-11-21） （英国英语）.

## 外部連結
- 大英能源網站 （页面存档备份，存于）
- 大英能源成立宣言 （页面存档备份，存于）